# Seyit Kırmızı
Seyit Kırmızı (* 22. Februar 1950 in Konya) ist ein ehemaliger türkischer Radrennfahrer.

## Sportliche Laufbahn
Kırmızı war Straßenradsportler und im Bahnradsport aktiv. Er war Teilnehmer der Olympischen Sommerspiele 1972 in München. Im olympischen Straßenrennen wurde er als 40. klassiert. Im Mannschaftszeitfahren kam der türkische Straßenvierer mit Mevlüt Bora, Erol Küçükbakırcı, Ali Hüryılmaz und Seyit Kırmızı auf den 24. Platz.
Bei den Mittelmeerspielen 1971 gewann er in der Mannschaftsverfolgung die Bronzemedaille. 1974 siegte er in der Türkei-Rundfahrt.